# Owayne Gordon
Owayne Omar Gordon (Montego Bay, Jamaica, el 8 de octubre de 1991) es un futbolista profesional jamaiquino. Se desempeña en el terreno de juego como delantero extremo. Su actual equipo es el Oklahoma City Energy FC de la USL Championship. 

## Clubes
| Club                      | País           | Año           |
| ------------------------- | -------------- | ------------- |
| Montego Bay United FC     | Jamaica        | 2011 - 2019   |
| Indy Eleven (préstamo)    | Estados Unidos | 2016-2017     |
| San Antonio FC (préstamo) | Estados Unidos | 2017-2018     |
| Oklahoma City Energy FC   | Estados Unidos | 2019-presente |

## Carrera internacional
Owayne Gordon fue convocado por primera vez a la Selección de fútbol de Jamaica en el año 2015, acumulando un total de 5 apariciones con la selección mayor.